# Mümmelkensee
Der Mümmelkensee liegt etwa 2,3 Kilometer nordwestlich von Bansin in der Gemeinde Heringsdorf im Landkreis Vorpommern-Greifswald. Der von Wald umgebene See befindet sich circa 1 Kilometer nordöstlich des Schmollensees. Der Name geht auf die Mummel, die Gelbe Teichrose (plattdeutsch Mümmelken), zurück.
Es handelt sich bei diesem Gewässer um den Kolk eines Kesselmoores. Die offene Wasseroberfläche nimmt ungefähr 3300 Quadratmeter ein, meist wird die Größe des Sees mit etwa 1 Hektar angegeben. Der See entstand am Ende der Weichseleiszeit innerhalb eines Moränenzuges aus einem Toteisblock. In der abflusslosen Senke entstand ein nur durch Niederschläge gespeistes Hochmoor. Es bildete sich eine Torfschicht heraus, die am Rand 4 Meter und im Inneren der Senke 15 Meter Mächtigkeit erreicht. An den Ufern befindet sich Schwingrasen. Der Mümmelkensee ist eines der wenigen nicht kultivierten Moore Pommerns, er wurde nie entwässert und nicht zur Torfgewinnung genutzt.

## Naturschutz
1957 wurde der Mümmelkensee mit einem 6 Hektar großen umgebenden Areal vom Rat des Bezirkes Rostock unter Naturschutz gestellt. Im Gebiet kommen sehr seltene Lebermoose, Wollgräser, Sumpfporst, Blasenbinse sowie Lang- und Rundblättriger Sonnentau vor. Brutvögel im Gebiet sind Eisvogel, Kranich, Graugans und Zwergtaucher. Der Gebietszustand wird als gut eingeschätzt. Ein Wanderweg mit erklärenden Informationstafeln führt von Bansin aus in das Schutzgebiet. Weiterhin existiert am Nordosthang eine Schutzhütte sowie am Moorrand ein Beobachtungsturm. Der Naturpark Insel Usedom bietet regelmäßig Führungen in das Gebiet an.